# 9034 Oleyuria
9034 Oleyuria è un asteroide della fascia principale. Scoperto nel 1990, presenta un'orbita caratterizzata da un semiasse maggiore pari a 2,6432582 UA e da un'eccentricità di 0,0838698, inclinata di 9,37103° rispetto all'eclittica.